# Gymnetis flaveola
Gymnetis flaveola är en skalbaggsart som beskrevs av Fabricius 1801. Gymnetis flaveola ingår i släktet Gymnetis och familjen Cetoniidae.

## Underarter
Arten delas in i följande underarter:
- G. f. waehneri
- G. f. scapularis
- G. f. flavinotis
- G. f. schistacea